# Нода
Нода (јап. 野田市) град је у Јапану у префектури Чиба. Према попису становништва из 2005. у граду је живело 151.240 становника.

## Становништво
Према подацима са пописа, у граду је 2005. године живело 151.240 становника.
| 1995.   | 2000.   | 2005.   |
| ------- | ------- | ------- |
| 152.245 | 151.197 | 151.240 |